# Nicolaus sursumdentatus
Nicolaus sursumdentatus är en insektsart som beskrevs av Stiller 1998. Nicolaus sursumdentatus ingår i släktet Nicolaus och familjen dvärgstritar. Inga underarter finns listade i Catalogue of Life.